# Julius Hibbert
El Dr. Julius Michael Hibbert, M.D. (conocido como Julio Hibbert en algunos episodios en Hispanoamérica) es un personaje de la serie animada Los Simpson y su voz original se la da Harry Shearer. En Hispanoamérica estaba doblado originalmente por Juan Felipe Preciado, en algunos episodios fue doblado Eduardo Borja, y actualmente está doblado por Gerardo Vásquez.
El Dr. Hibbert se presenta como el médico principal y de confianza de la familia Simpson, aunque a veces estos se van con el negligente Dr. Nick Riviera. Hibbert se caracteriza por reírse en los momentos más inapropiados y su consultorio se encuentra en el Hospital General de Springfield.

## Información general
En principio el Dr. Hibbert es una persona seria o por lo menos eso aparenta, aunque en varios capítulos eso fue puesto en duda, por ejemplo, cuando Marge le iba a vender una casa pero le aconsejó que no la comprara porque era muy pequeña, como recompensa le dijo "Si necesitas una receta, sin preguntas", en otra ocasión, cuando Marge estaba embarazada de Maggie, el Dr. Hibbert le dijo que un bebé sano podía costar hasta U$40.000, y ella al quedar sorprendida y decir que no, él termina diciendo que sólo era una prueba, si hubiese dicho que sí ella ya estaría en la cárcel, en otra oportunidad cuando el rector de la Universidad Estatal de Springfield estaba accidentado luego de una broma de Homer Simpson Hibbert le trae una cadera metálica y al mostrársela como era se le rompe en la mano y dice "bueno, tendrá que cuidarla mucho". En Homer's Triple Bypass cuando Homer, luego de un infarto, estaba en el consultorio de Hibbert, este empezó a jugar con Homer, le hacía bromas como picarle la panza con su dedo índice o sacudirle la cara, pero siempre de una forma muy paternal.
Algunas veces ha demostrado su conocimiento como doctor, como cuando Bart se había pegado varias cosas en la cara con pegamento permanente, Hibbert le dice que para sacárselas tendrá que aplicarle "una serie de dolorosas inyecciones" y le muestra una máquina terrorífica con unas 6 agujas que se movían. Bart comienza a transpirar y se le caen solos los elementos pegados, Hibbert comenta que lo hizo a propósito "no hay nada mejor que el sudor humano para el pegamento y sabía que Bart empezaría a sudar en cuanto viera este cose-botones".
Se le ha visto con distintos cortes de pelo (durante algún spin-off del pasado), con gorro y pelo rastafari, con un corte a cepillo, a lo afro, con el cuello lleno de cadenas y un peinado idéntico a Mr.T, incluso llegó a comprarle una camiseta a Bart con la inscripción Do Not Resucitate (no resucitar). Es uno de los personajes afroamericanos que más aparece en la serie. Se da a entender que tiene un hermano perdido cuyo seudónimo es Murphy Encías Sangrantes, un saxofonista muy querido por Lisa que luego muere. Además, en el capítulo Oh Brother, Where Art Thou? Homer busca a su hermano, y el doctor le dice "sé lo que siente, yo también perdí a un hermano", por lo que se supone que el Dr. Hibbert tiene un hermano gemelo, que es el director del Orfanato de Shelbyville, además del gran parecido que tienen.
Es afiliado al Partido Republicano de Springfield, pudiendo vérsele en reuniones de esa formación política; algo en todo caso atípico para una persona de raza negra, las cuales en Estados Unidos votan mayoritariamente por el Partido Demócrata.

## Estudios
El Dr. Hibbert estudió en la escuela de medicina en la Universidad Johns Hopkins. Además es uno de los habitantes más listos de Springfield (siendo parte de MENSA). Sin embargo, en un episodio, cuando Bart afirma que "alguien" en Springfield ejercía la medicina sin título (en realidad era Homer), el Dr. Hibbert se mostró nervioso, haciendo entender que él lo hacía.
En un capítulo se ve que en su consulta dice Family Practice, es decir, su especialidad es la medicina familiar.
En el capítulo Round Springfield, temporada 6, donde Bart termina en un hospital por haber comido una rosquilla de metal dentada Krusty-O, luego de la cirugía hecha por el Dr.Hibbert, el pequeño Simpson muestra la cicatriz de la cirugía en el lado izquierdo de su abdomen (el apéndice se ubica en el mayor porcentaje de los casos en el lado derecho). Durante la cirugía también estaba presente el Dr. Nick Riviera, pero el mismo se desmayó antes de la incisión, por haber inhalado gas anestésico.
Entonces sólo quedan dos explicaciones: o Hibbert no es un verdadero médico o Bart tiene situs inversus (condición anatómica donde los órganos se encuentran en el lugar opuesto al que se encuentran normalmente).

## Personaje
Originalmente, el personaje del Dr. Hibbert se debía a la comediante Julia Hibbert del programa Saturday Night Live, conocida como Julia Sweeney. Cuando la cadena FOX cambió Los Simpson a los jueves, haciendo de competencia al programa The Cosby Show (de la cadena NBC), los productores decidieron rediseñar completamente el personaje del Dr. Hibbert como parodia de un personaje de Bill Cosby, el Dr. Cliff Huxtable, incluso el Dr. Hibbert tiene una colección de desagradables suéteres como el Dr. Huxtable. Otra posible influencia del carácter del Dr. Hibbert es el jugador de baloncesto Julius Erving, conocido como Doctor J.